# 小川和紙

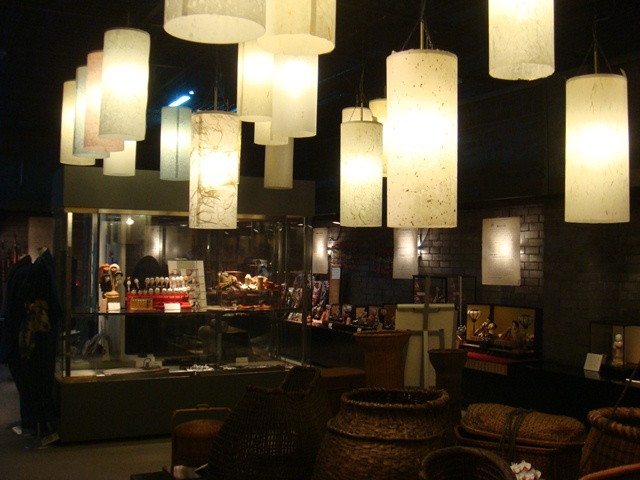
埼玉伝統工芸会館の小川和紙

小川和紙（おがわわし）は、埼玉県比企郡小川町、秩父郡東秩父村で作られる、手漉き和紙。細川紙。

## 概要
細川紙が伝来する以前から現在の小川町にあたるエリアは和紙の産地として知られていた。1,300年の歴史を持ち、楮だけを使った細川紙は、国の重要無形文化財の指定を受けている。道の駅おがわまち・埼玉伝統工芸会館にはヤッパシ紙すき体験コーナーがあり、紙すきを体験することができる。2014年には細川紙がユネスコの無形文化遺産に登録された。
細川紙は、紀州高野山の細川村（現在の和歌山県高野町）で漉かれていた細川奉書の技術が、江戸時代中期頃に江戸に近い小川周辺に入ってきたものといわれている。

## 軍事利用

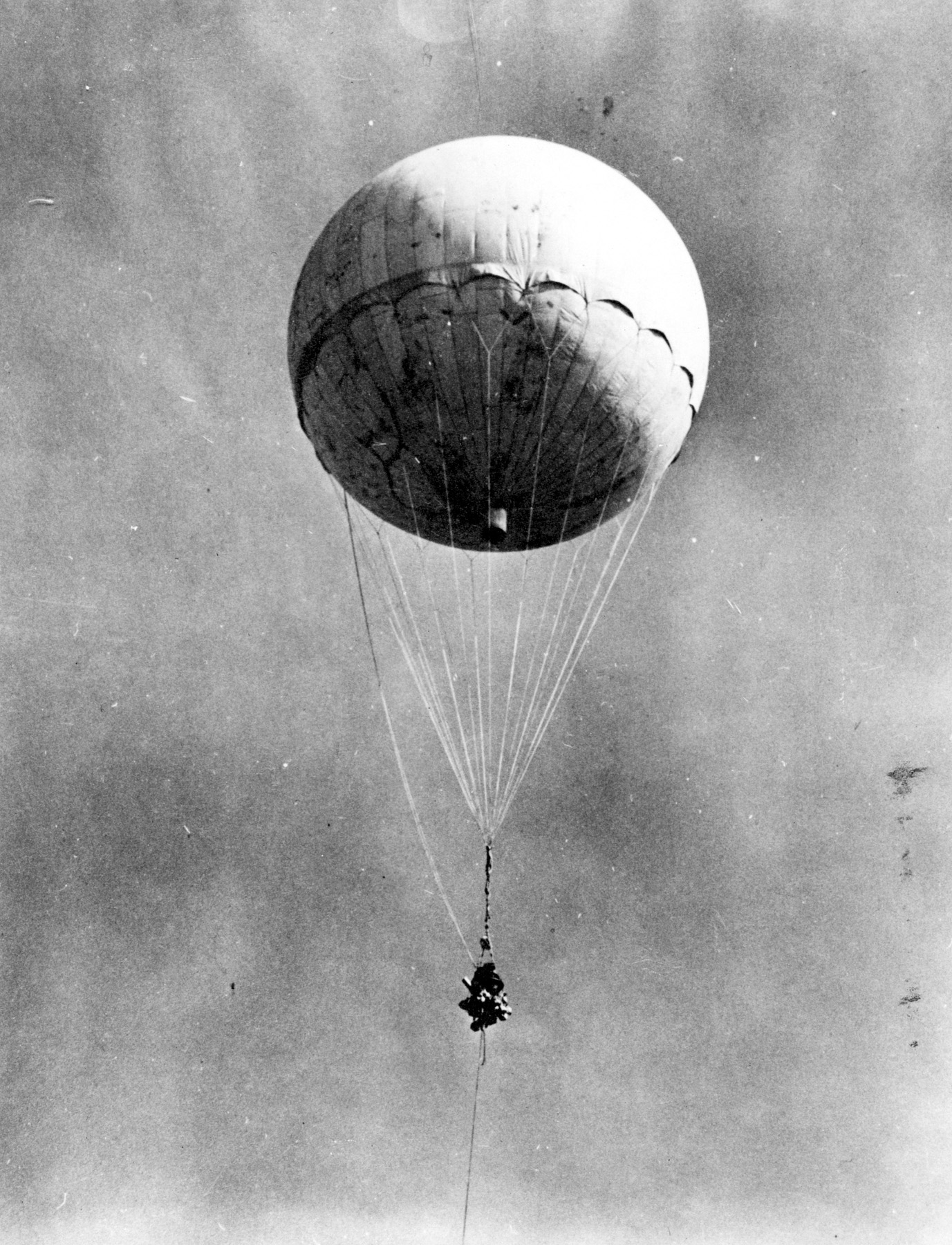
風船爆弾

太平洋戦争時にアメリカ合衆国本土を攻撃すべく開発された兵器「風船爆弾」の風船部分の素材として小川和紙が用いられた。紙質が強く揉んでも元に戻るほど強い紙でかつ産地が東京に近いことが選定の最大の理由であった。

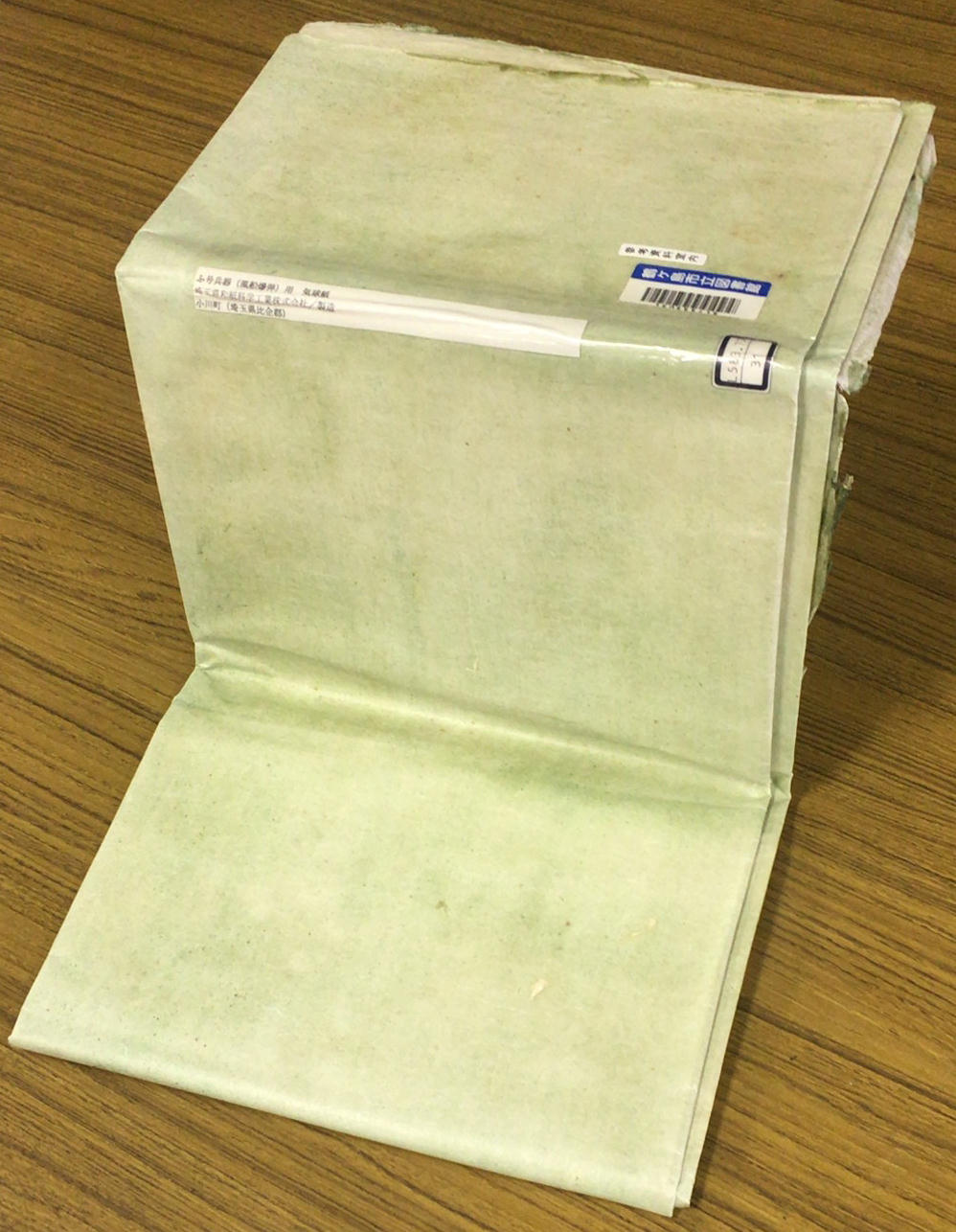
風船爆弾用に調達された小川和紙